# Bíbic III
A Bíbic III belarusz gyártmányú, Poleszje típusú, kis merülésű folyami hordszárnyas hajó, melyet a MAHART–PassNave cég üzemeltet a Dunán.

## Története
A Poleszje típusú (17091 tervszámú) hajót a Homeli Hajógyár és Hajójavító Üzem építette 1993-ban. Még abban az évben került Magyarországra, a Maharthoz. Kezdetben a Mahart üzemeltette, napjainkban az 1994-ben létrejött MAHART–PassNave üzemelteti. 2006-ban felújították és átalakították. Ennek során emelt komfortfokozatú, ún. Business Class hajót alakította ki. Csökkentették az utasülések számát (26-ra) és nagyobb, kényelmesebb üléseket építettek be. A Dunán üzemel belföldi és nemzetközi járatokon.

## Lásd még
- Poleszje (hajó)